# استاتیک ریونجر
استاتیک ریونجر (انگلیسی: Static Revenger؛ زادهٔ) موسیقی‌دان اهل آمریکا است. وی از سال ۱۹۸۹ میلادی تاکنون مشغول فعالیت بوده‌است.